# Inger Stevensová
Inger Stevensová, rodným jménem Ingrid Stenslandová (18. října 1934 Stockholm – 30. dubna 1970 Los Angeles) byla americká filmová, divadelní i televizní herečka švédského původu.

## Život

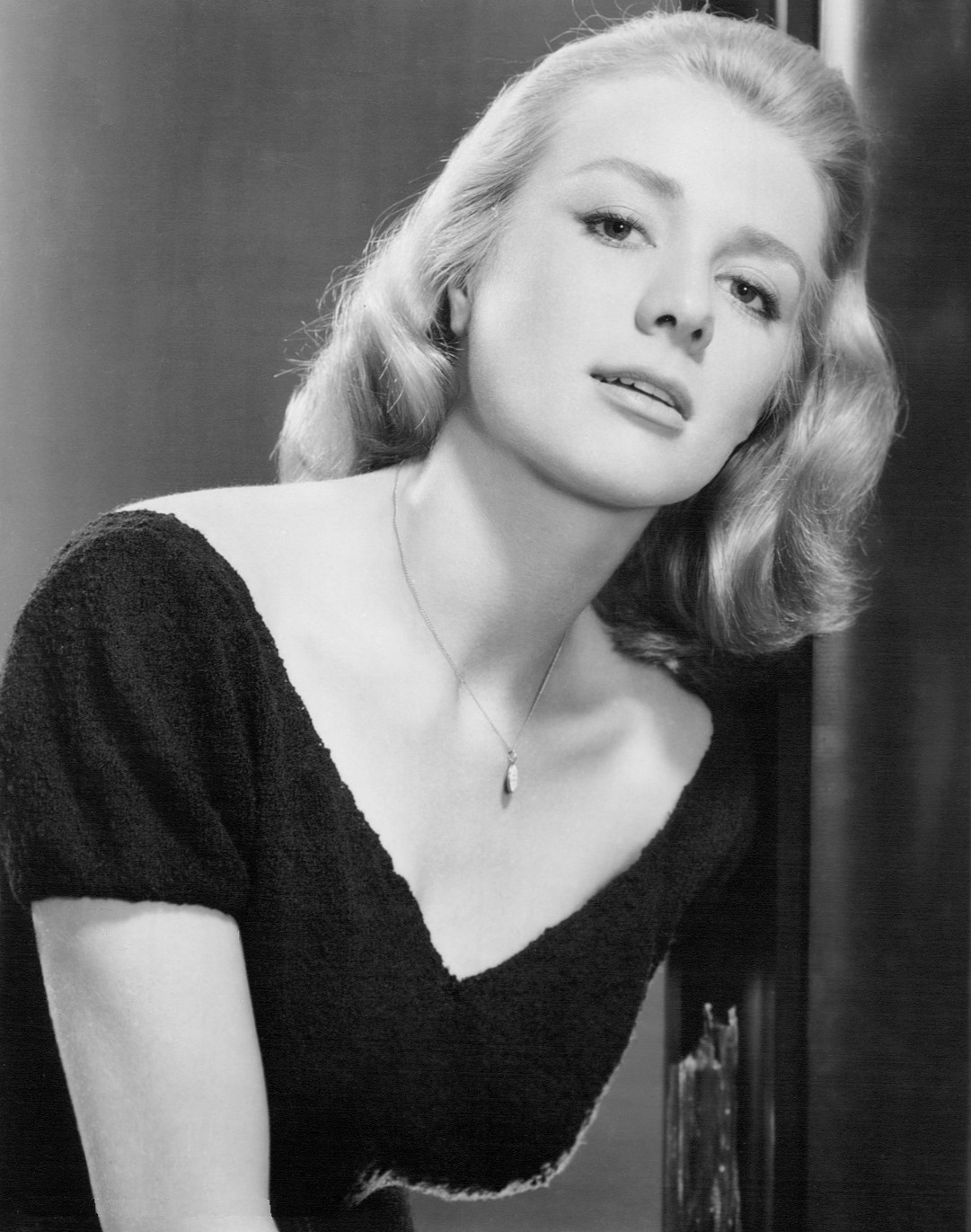
Inger Stevensová v roce 1960

### Dětství
Narodila se ve Stockhlomu jako nejstarší dítě univerzitního učitele Pera Stenslanda a Lisabet Stenslandové. V jejích šesti letech však matka i s nejmladším synem od rodiny odešla, a i otec se brzy poté odstěhoval do Spojených států. Inger zůstala v péči rodinné služebné a následně u své tety ve městě Lidingö. V roce 1944 se však Ingrid i její bratr přestěhovali za otcem a i s jeho novou manželkou začali žít v New Yorku. Zde také studovala na Kolumbijské univerzitě a poté se rodina přestěhovala na Mannhattan v Kansasu, kde navštěvovala Manhattan High School.
V 15 letech však utekla do Kansas City, kde začala pracovat jako „showgirl“ v podřadných burleskních divadelních představeních, ale po třech letech se vrátila zpět do New Yorku, kde našla práci jako sboristka na Manhattanu a začala navštěvovat i hodiny herectví v divadelní škole Actors' Studio.

### Kariéra
Zpočátku se jako herečka objevovala pouze v televizních seriálech či reklamách a nadále také vystupovala v divadle. Jejím prvním filmovým debutem se stal dramatický snímek Man on Fire (1957), kde si zahrála po boku Binga Crosbyho.
V nadcházejících letech už začala být čím dál více obsazovaná i do větších projektů jako například sci-fi snímek Svět, maso a ďábel z roku 1959. Největšího úspěchu však dosáhla v televizním seriálu The Farmer's Daughter (1963–1966), který ji v roce 1964 vynesl i Zlatý glóbus. Mezi její další slavné filmy patří mj. Průvodce ženatého muže (1967), Madigan (1968), Pověste je vysoko (1968) či Pět smrtících karet (1968). Těsně před svou smrtí v roce 1970 se svou náhle upadající kariéru ještě pokoušela oživit dramatickým seriálem The Most Deadly Game.

### Osobní život
Jejím prvním manželem se stal v roce 1955 její agent Anthony Soglio, se kterým se však po třech letech rozvedla. V roce 1961 se podruhé tajně provdala za producenta a herce Isaaca Jonese, známého pod přezdívkou „Ike“. Jejich manželství bylo zveřejněno až po její smrti.
V lednu 1966 byla také jmenována do rady  Neuropsychiatrického institutu UCLA a stala se i předsedkyní Kalifornské rady pro retardované děti.
Inger Stevensová zemřela 30. dubna 1970. Ráno toho dne ji našla její spolubydlící Lola McNallyová na podlaze v kuchyni předávkovanou barbituráty. Zemřela v sanitce během převozu do nemocnice. Bylo jí pouhých 35 let.

## Filmografie

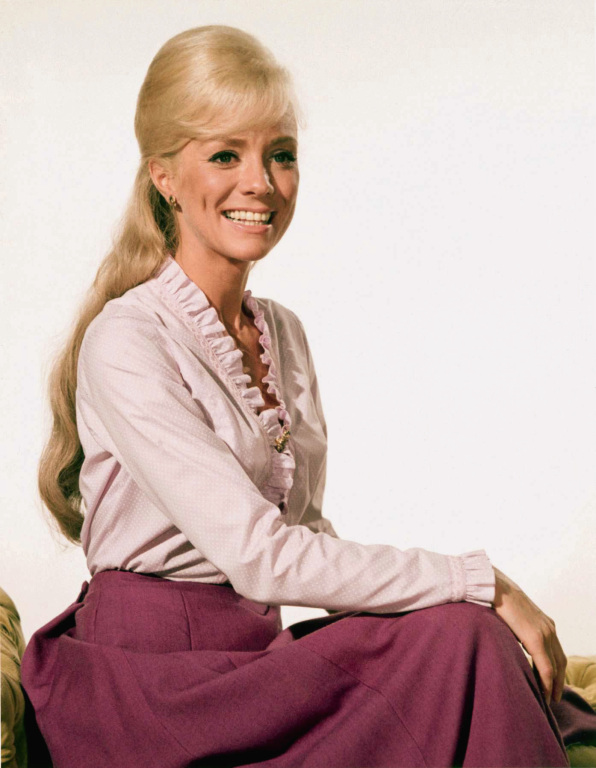
Ve filmu Pověste je vysoko (1968)

### Filmy
- 1957 Man on Fire (režie Ranald MacDougall)
- 1958 Cry Terror! (režie Andrew L. Stone)
- 1958 Pirát (režie Anthony Quinn)
- 1959 Svět, maso a ďábel (režie Ranald MacDougall)
- 1964 The New Interns (režie John Rich)
- 1967 Průvodce ženatého muže (režie Gene Kelly)
- 1967 Nastal čas zabíjet (režie Phil Karlson a Roger Corman)
- 1968 Madigan (režie Don Siegel)
- 1968 Pověste je vysoko (režie Ted Post)
- 1968 Pět smrtících karet (režie Henry Hathaway)
- 1968 House of Cards (režie John Guillermin)
- 1968 Firecreek (režie Vincent McEveety)
- 1969 Sen králů (režie Daniel Mann)

### TV filmy
- 1967 The Borgia Stick (režie David Lowell Rich)
- 1970 The Mask of Sheba (režie David Lowell Rich)
- 1970 Run, Simon, Run (režie George McCowan)

### Seriály (výběr)
- 1954 Studio One (3 epizody, režie Mel Ferber)
- 1956 Playhouse 90 (3 epizody, režie Ralph Nelson)
- 1960 The Twilight Zone  (2 epizody, režie Alvin Ganzer a Jack Smight)
- 1960 Route 66 (2 epizody, režie Jack Smight)
- 1963 Zadáno pro Alfreda Hitchcocka (1 epizoda, režie Charles F. Haas)
- 1963 The Farmer's Daughter (101 epizod, režie (více než 15 různých))